# Ninetis marnif
Espèce
Ninetis marnif est une espèce d'araignées aranéomorphes de la famille des Pholcidae.

## Distribution
Cette espèce est endémique du Dhofar en Oman,. Elle se rencontre vers Al Marnif, Ain Hamran et Wadi Shalyon.

## Description
Le mâle holotype mesure 0,93 mm.

## Systématique et taxinomie
Cette espèce a été décrite par Huber en 2025.

## Étymologie
Son nom d'espèce lui a été donné en référence au lieu de sa découverte, Al Marnif.

## Publication originale
- Huber & Meng, 2025 : « Like grains of sand: Ninetis spiders on the Arabian Peninsula (Araneae, Pholcidae). » Zootaxa, no 5563(1), p. 290-335.